# Monastero di Agiou Panteleimonos
Il monastero di Agiou Panteleimonos (in greco Μονή Αγίου Παντελεήμονος?) o monastero russo (Ρωσσικόν/Rossikon) è uno dei venti monasteri della Chiesa ortodossa della Repubblica del Monte Athos in Grecia.
Sorge a metà della penisola atonita sulla costa occidentale ed occupa il diciannovesimo posto nella gerarchia dei monasteri della Santa montagna.
È dedicato a San Pantaleone medico (Anargyre) e martire, festa commemorativa il 27 luglio (9 agosto).
È retto dalla regola cenobitica. Nel 1990 contava 35 monaci contro i 1446 del 1903. In questi ultimi anni il cambio di regime in Russia ha fatto aumentare notevolmente il numero di monaci provenienti da quella nazione. Dal monastero dipendono le skite della Nuova Tebaide e di Xylùrgu o Bogoròditsa letteralmente la Madre di Dio, essendo dedicata alla Dormizione di Maria.

## Storia

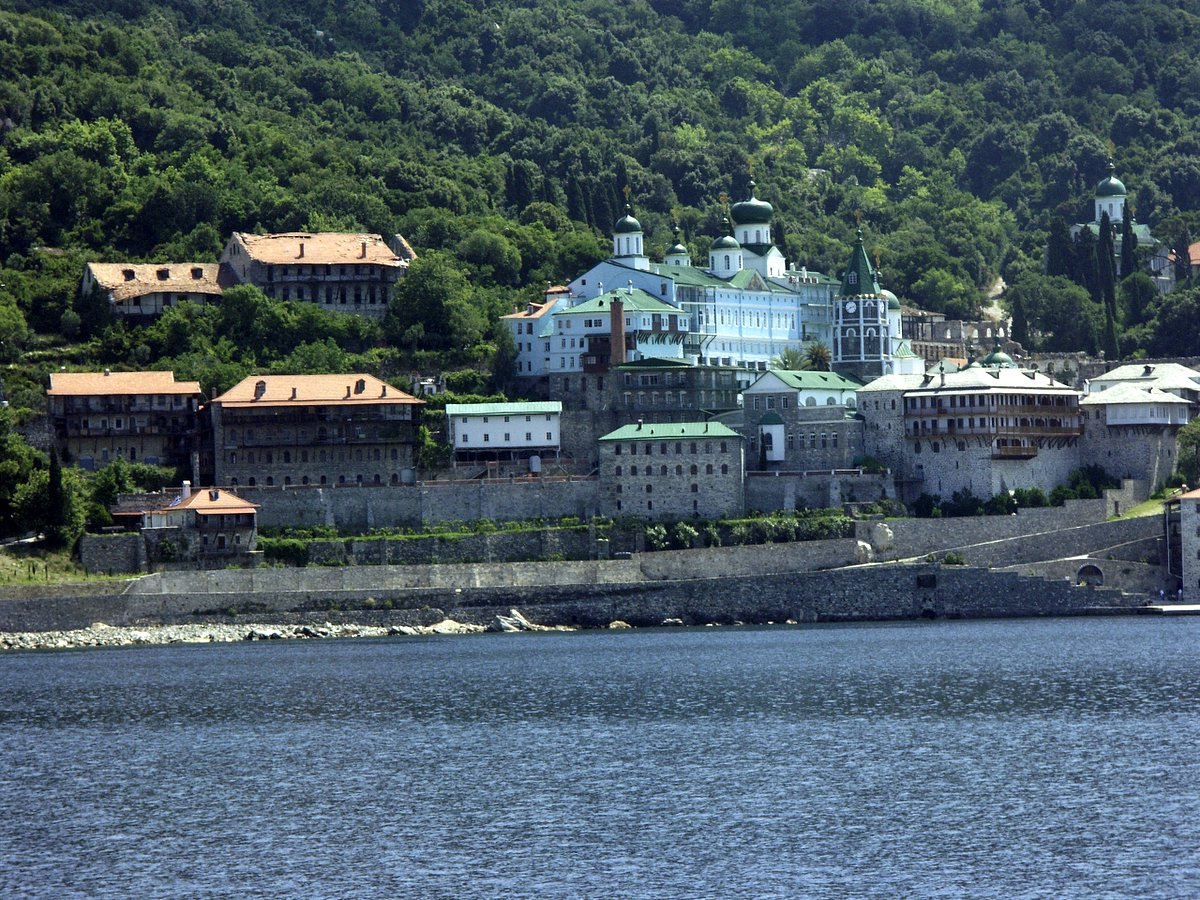
Monastero di Agiou Panteleimonos o Rossikon

Il grandioso monastero attuale, non circondato da mura, venne fondato nel 1765 e gran parte delle costruzioni risalgono al XIX secolo. I primi insediamenti di monaci russi, risalenti all'XI secolo, occupavano l'attuale skita di Xylàrgu. Nel 1169 la comunità monastica atonita donò ai monaci russi il monastero di San Panteleimon, costruito nel X secolo. Dopo il 1237 con l'invasione tartara della Russia il flusso di monaci verso la Santa montagna cessò. Essi vennero sostituiti da religiosi serbi, che occuparono il monastero fino all'occupazione ottomana. Dal 1480 al 1735 il gruppo monastico tornò sotto protezione russa. La Guerra russo-turca (1735-1739) interruppe la presenza di monaci in quella regione. Fino al 1821 vennero rimpiazzati da religiosi greci sostenuti dai monarchi moldavi e valacchi, in quel periodo la comunità era retta a regola idiorritmica. Con il patrocinio del boiardo di Moldavia Scarlatos Kallimachis tra il 1812 e il 1821 venne costruito l'attuale katholikòn. Dal 1821 ritornò l'afflusso di monaci dalla Russia. Nel 1888 venne eretta la splendida chiesa in stile russo della Protezione della Vergine, la torre campanaria possiede una campana di oltre 8 metri di altezza e di 2.71 metri di diametro pesante tredici tonnellate. Nel 1892 venne costruito l'immenso refettorio e nel 1899 la chiesa della skite di Sant'Andrea. Agli inizi del XX secolo, dei settemila monaci presenti nella penisola, quasi la metà erano di provenienza russa. Con la rivoluzione sovietica del 1917, l'apporto di religiosi dalla Russia si interruppe e il monastero a poco a poco si spopolò. Nel 1968 un devastante incendio distrusse parte degli edifici. Il 9 settembre del 2005 venne visitato dal presidente russo Vladimir Putin alla vigilia della commemorazione della fondazione della Pečerska Lavra, il primo monastero russo fondato nel 1051 da monaci atoniti.

## Patrimonio artistico
La biblioteca possiede 1320 manoscritti in lingua greca e 600 in lingua slava di cui 99 su pergamena. Tra i più antichi un Nuovo Testamento Codex Athous Panteleimonos (Codex 052) del X secolo in scrittura onciale.